# Rejon czanowski
Rejon czanowski (ros Чановский район) – rejon będący jednostką podziału administracyjnego rosyjskiego obwodu nowosybirskiego.

## Historia
Pierwszy napływ rosyjskich osadników na terytoria obecnie zajmowane przez rejon czanowski rozpoczyna się w XVII wieku. Najstarsze osiedla ludzkie powstają m.in. w latach 1640, 1647, 1675 i 1680. W XIX wieku na ziemie te napływają kolejni osadnicy z zachodnich i z centralnych Imperium Rosyjskiego. Rozwój zapewniło umiejscowienie w tej okolicy stacji kolejowej oraz poprowadzenie jednej z tras kolei żelaznej (1904 rok), co doprowadziło do napływu nowej ludności. Rozwijał się dynamicznie handel oraz zaczynały powstawać nowe zakłady rzemieślnicze. W okresie rosyjskiej wojny domowej ziemie te zostają najpierw zajęte przez wojska wierne rządowi, na którego czele stał admirał Aleksandr Kołczak, a następnie przechodzą w ręce bolszewickie. Rejon czanowski zostaje utworzony przez władze sowieckie 25 maja 1925 roku. Ludność zajmowała się głównie rolnictwem, na stosunkowo dobrej gatunkowo ziemi plony były tu obfite. Od 1937 roku wchodzi w skład obwodu nowosybirskiego. Na przełomie lat dwudziestych i trzydziestych rozpoczyna się proces intensywnej stalinowskiej kolektywizacji sowieckiego rolnictwa, co dotknęło także terenów rejonu czanowskiego. W czasie wielkiej wojny ojczyźnianej na front wyruszyło 8210 mieszkańców rejonu, z których poległo 3906 osób. W 2011 roku żyło na tym obszarze jeszcze 57 weteranów wojny. 5 mieszkańców otrzymało tytuły Bohatera Związku Radzieckiego. Po wojnie władze nadal inwestowały w rolnictwo, ale rozwijano także drobny przemysł, rozbudowywano przestrzeń mieszkaniową oraz otwierano nowe szkoły i placówki kulturalne.

## Charakterystyka
Rejon czanowski położony jest w zachodniej części obwodu nowosybirskiego. Odległość do obwodowej stolicy, Nowosybirska wynosi 483 kilometry. Obszar ten słynie w Rosji ze swoich jezior, przede wszystkim jeziora Czany, które nadaje nazwę całemu rejonowi oraz wód mineralnych. Przez teren rejonu przebiega droga magistralna M53 "Bajkał". Łączna długość dróg w regionie wynosi 455,5 kilometrów, z czego drogi których nawierzchnia jest utwardzona to 440,6 kilometrów. W 2011 roku miejscowe rolnictwo wytworzyło towarów o wartości 673,6 rubli, co w porównaniu z rokiem 2010 było wzrostem o 6,6%. W 2011 roku zebrano także 44,5 tysięcy ton różnych zbóż, wyprodukowano 25 932 ton mleka i 3124 tony mięsa. Przemysł skupia się na przetwórstwie rybnym oraz przede wszystkim na produkcji wody mineralnej. Mieszkańcy regionu korzystać mogą z publicznej komunikacji autobusowej, która zapewnia transport między osiedlami rejonu. W 2011 roku przewiozła ona 295,7 tysięcy osób. Łącznie w 2011 roku zainwestowano na tym obszarze 1,185 miliardów rubli.
Pod względem lokalnego podziału administracyjnego rejon czanowski składa się z jednego osiedla typu miejskiego i 13 osiedli typu wiejskiego (sielsowietów). W 2011 roku do dyspozycji miejscowej ludności pozostawało 31 publicznych placówek szkolnych różnego typu. Na terenie rejonu działają 73 placówki kulturalne zarządzone przez władze, centralna biblioteka rejonowa z 28 oddziałami, muzeum rejonowe oraz rejonowy dom kultury. Działa tu także orkiestra folkowa oraz 4 amatorskie grupy teatralne. Działają tu także centra kulturowe mniejszości narodowe, w tym m.in. tatarskie, niemieckie, kazachskie i estońskie. W 2011 roku z usług sieci bibliotek skorzystało około 13 tysięcy osób. Opiekę medyczną zapewnia szpital rejonowy z miejscami dla 145 pacjentów, klinika, 3 mniejsze ośrodki szpitale oraz 43 przychodnie zdrowotne.

## Demografia

### Wiadomości ogólne
Według danych federalnych rejon czanowski w 2010 roku zamieszkiwany był przez 28 133 osób. Jest to spory spadek w porównaniu z latami dziewięćdziesiątymi XX wieku, gdy populacja tego obszaru sięgała liczby 34 800 ludzi. W 2011 roku zaobserwować można dalszy spadek liczby mieszkańców, która wyniosła 28 017. W 2011 roku urodziło 350 dzieci (164 chłopców i 186 dziewczynek), a zmarło 374 mieszkańców. Oficjalnie zarejestrowane bezrobocie według danych ze stycznia 2012 roku wynosi 3,98% i jest niższe niż w 2010 roku 0,62%. Pod względem narodowościowym dominują Rosjanie, ale rejon czanowski jest rejonem obwodu nowosybirskiego o największej ilości mniejszości tatarskiej, która sięga 11%. Przeciętna miesięczna pensja w 2011 roku wyniosła 11 806 rubli i od kilku lat powoli rośnie. Dla porównania w 2005 wynosiła ona 5350 rubli, w 2007 już 7067, a w 2010 roku przekroczyła barierę 10 tysięcy i wyniosła 10 695 rubli.

### Podział narodowościowy
- Rosjanie - 78%
- Tatarzy - 11%
- Niemcy - 4%
- Inni (w tym m.in. Kazachowie) - 11%[4]

### Liczba ludności w ostatnich latach
| Rok  | Liczba ludności |
| ---- | --------------- |
| 1998 | 34 800          |
| 2006 | 28 710          |
| 2007 | 28 613          |
| 2008 | 28 586          |
| 2009 | 28 276          |
| 2010 | 28 133          |
| 2011 | 28 017          |